# نورت ترا هوت (ایندیانا)
نورت ترا هوت (به انگلیسی: North Terre Haute) یک منطقهٔ مسکونی در ایالات متحده آمریکا است که در شهرستان ویگو، ایندیانا واقع شده‌است. نورت ترا هوت ۹٫۳ کیلومتر مربع مساحت و ۴٬۳۰۵ نفر جمعیت دارد و ۱۵۱ متر بالاتر از سطح دریا واقع شده‌است.